# Балковская
Ба́лковская — станица в Выселковском районе Краснодарского края. Входит в Ирклиевское сельское поселение.

## География
Станица расположена в 5 км восточнее Ирклиевской по берегам реки Рыбной (бассейн Бейсуга) в степной зоне края. Тихорецк расположен в 28 км восточнее, Краснодар — в 105 км юго-западнее.

## История
Хутор Балковский основан в 1887 году на земельном наделе станицы Ирклиевской. Преобразован в станицу в 1915 году.
В марте 1966 года в станице Балковской образовался самостоятельный колхоз «Искра», выделенный из колхоза им. Ильича ст. Ирклиевской. Назвали его так в честь знаменитой Ленинской газеты.
Правление колхоза сразу же принялось за решение больших задач в области производственного и культурно-бытового строительства. Взамен ветхих помещений, где содержался крупный рогатый скот, построили современные коровники. Появились новые машинно-тракторные мастерские, механизированный ток, механизированный кормоцех, был приобретён агрегат для производства травяной муки, построены гараж, нефтебаза, асфальтированы 12 км дороги.

## Население
| 2002 | 2010  |
| ---- | ----- |
| 1307 | ↗1435 |

## Русская православная церковь
Рождество-Богородицкая церковь. Утрачена. Строительство завершено в 1903 году. Церковь одноглавая, деревянная на кирпичном фундаменте с такой же колокольней.